# 寄集群
寄集群（きしゅうぐん、英：Collective Group）は、なんらかの属に含めることが明確ではない種、あるいは卵や幼生など特定の発生段階にある生物の集合のこと。旧訳語として集合群が用いられていたほか、拾遺群といった訳語もある。生物の分類を行う際に用いられる概念だが、「寄せ集め群」の名のとおり、利便を目的として設けられる便宜上の群としての性格がつよい。

## 国際動物命名規約上の扱い
国際動物命名規約は寄集群に対して提唱された学名を対象に含んでおり、寄集群に対して提唱された学名（寄集群名）は、基本的に属階級群名として扱うことが定められている。ただし寄集群名に関しては、同名関係にあるものを除いて他の属階級群名との間で先取権を競わないこと、タイプ種の固定を伴う必要がないことなど、属階級群名とは異なる扱いを求める条項も設けられているため、これらの条項における言明に反しないことが条件となる。

## 寄集群の例
- Sparganum Diesing, 1854

裂頭条虫科に属する条虫の幼虫（プレロセルコイド）のうち、対応する成虫が同定されていないものを暫定的に含めるために用いられる。現在も成虫が同定されていない芽殖孤虫 Sparganum proliferum のほか、幼虫移行症に関連するマンソン裂頭条虫の幼虫についてマンソン孤虫 S. mansoni の名が用いられる場合がある。
- Diversibipalium Kawakatsu, Ogren, Froehlich & Sasaki, 2002 [13]

コウガイビル類は歴史的に外部形態による記載・分類が行われてきた分類群であり、交接器官の構造が不明の種も多く知られる。近年は交接器官の解剖学的および組織学的特徴を基準にした新たな分類が行われているため、古い時代に記載された種がどの属に含まれるべきかの判断ができない例も多く発生しており、そのような種を所属させる寄集群として設立されたのが本群である。タスジコウガイビル Diversibipalium multilineatum など多くの種がこの属名の下に暫定的に置かれている。